# Dürn (Breitenbrunn)

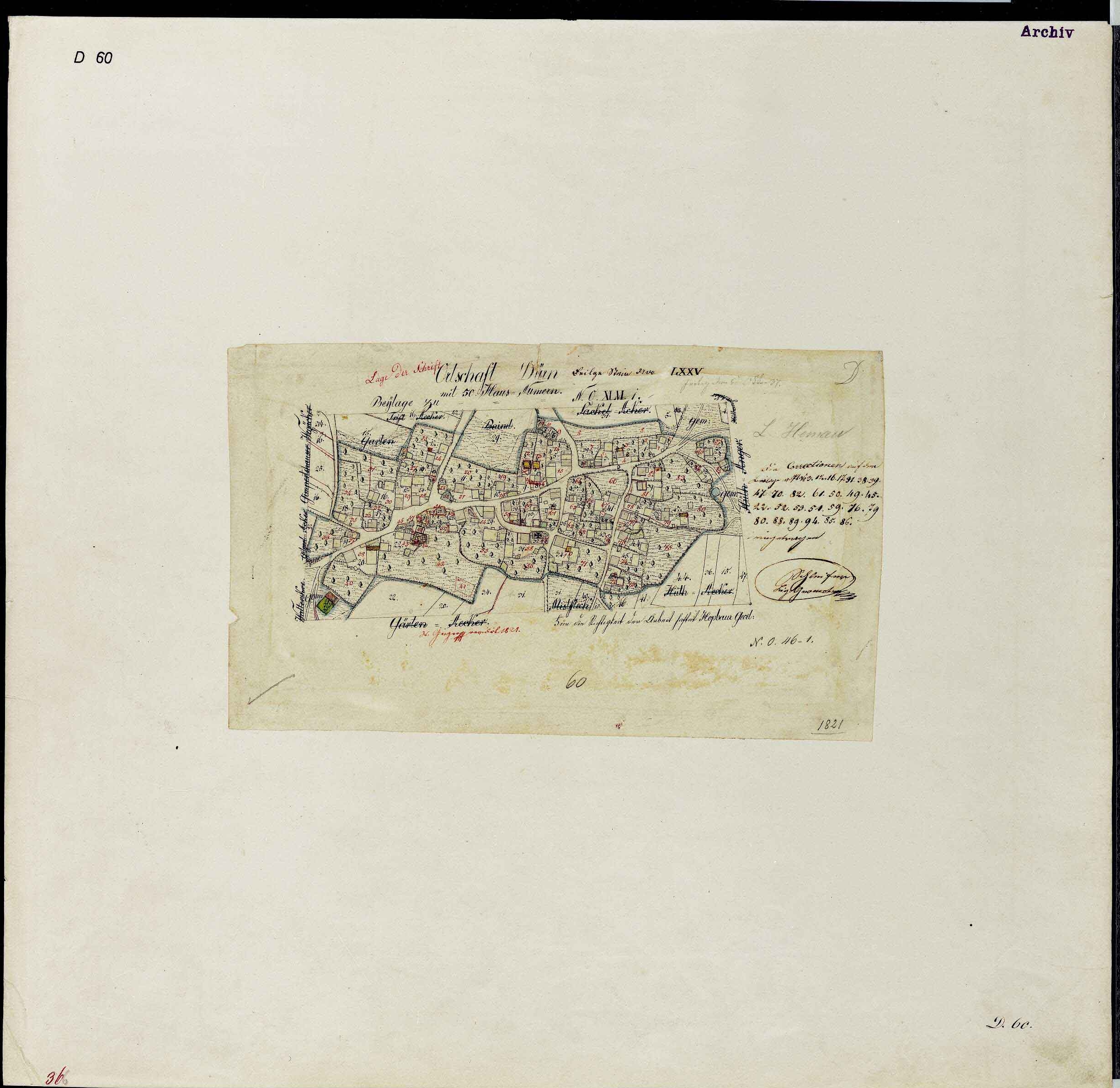
Ortsblatt „Dürn“ des Königreichs Bayern, 1821

Dürn ist eine ehemalige Gemeinde und seit 1972 ein amtlich benannter Gemeindeteil des Marktes Breitenbrunn im Landkreis Neumarkt in der Oberpfalz in Bayern.

## Geographie
Das Kirchdorf liegt im Oberpfälzer Jura auf circa 496 m ü. NHN auf dem Plateau zwischen der Wissinger Laber und der Unterbürger Laber.

## Verkehr
Dürn ist vom Gemeindesitz aus über die Kreisstraße NM 13 zu erreichen, die weiter zum Breitenbrunner Gemeindeteil Gimpertshausen führt. In Dürn beginnt die Kreisstraße NM 26, die zum Breitenbrunner Gemeindeteil Premerzhofen geht, und eine Gemeindeverbindungsstraße, die nach Staadorf an die Unterbürger Laber führt, wo sie in die Kreisstraße NM 11 einmündet.

## Geschichte
1004 wurde Dürn dem Stift Alte Kapelle in Regensburg unterstellt. Um 1140/49 bezeugt ein Ortsadeliger Walther „de Durne“ ein Rechtsgeschäft unter dem Eichstätter Bischof Gebhard II. 1516 bestand das Dorf aus 23 Untertanen mehrerer Herrschaften; 1598 ist das Dorf als „Türn/Turn“ in einer Karte von Christoph Vogel eingezeichnet und als Hofmark in der Herrschaft Breitenegg vermerkt, bestehend aus acht Untertanenfamilien. Weitere Besitzungen im Ort hatten das Amt Hemau und die Hofmark Ittelhofen. Um 1618 unterstanden in Dürn je 15 Höfe/Güter Pfalz-Neuburg und Bayern. Gegen Ende des Alten Reiches, um 1800 bestand Dürn aus 48 Anwesen, darunter 12 größere Bauernanwesen. Die Anwesen standen unter der Herrschaft Breitenegg bis auf einen Halbhof, der dem Kastenamt Hemau gehörte, und einem Kleinbesitz der Hofmark Ittelhofen.
Im Königreich Bayern (ab 1806) wurde die Gemeinde Dürn im oberpfälzischen Landgericht Neumarkt in der Oberpfalz (ab 1921 im Land-/Amtsgericht Hemau) gebildet, zu der neben dem Hauptort Dürn als Gemeindeteile die Einöden Blödgarten (auch Blödgarten/Plätgarten/Blettgarten, heute der Breitenbrunner Gemeindeteil Waldhof), Franklmühle Hohenbügel zählten.
Zuletzt zum Bezirksamt Parsberg (ab 1939 Landkreis Parsberg) gehörend, wurde im Zuge der Gebietsreform in Bayern die Gemeinde Dürn zum 1. Januar 1972 aufgelöst und ihre Gemeindeteile in den Markt Breitenbrunn im Landkreis Neumarkt eingegliedert.
Im Kirchdorf Dürn lebten
- 1836 257 Einwohner (49 Häuser),[9]
- 1861 272 Einwohner (114 Gebäude, 1 Kirche),[10]
- 1871 267 Einwohner (137 Gebäude; Großviehbestand: 29 Pferde und 214 Stück Rindvieh),[11]
- 1900 250 Einwohner (52 Wohngebäude),[12]
- 1925 274 Einwohner (50 Wohngebäude),[13]
- 1937 285 Einwohner,[14]
- 1950 263 Einwohner (50 Wohngebäude),[15]
- 1987 256 Einwohner (69 Wohngebäude, 78 Wohnungen).[16]

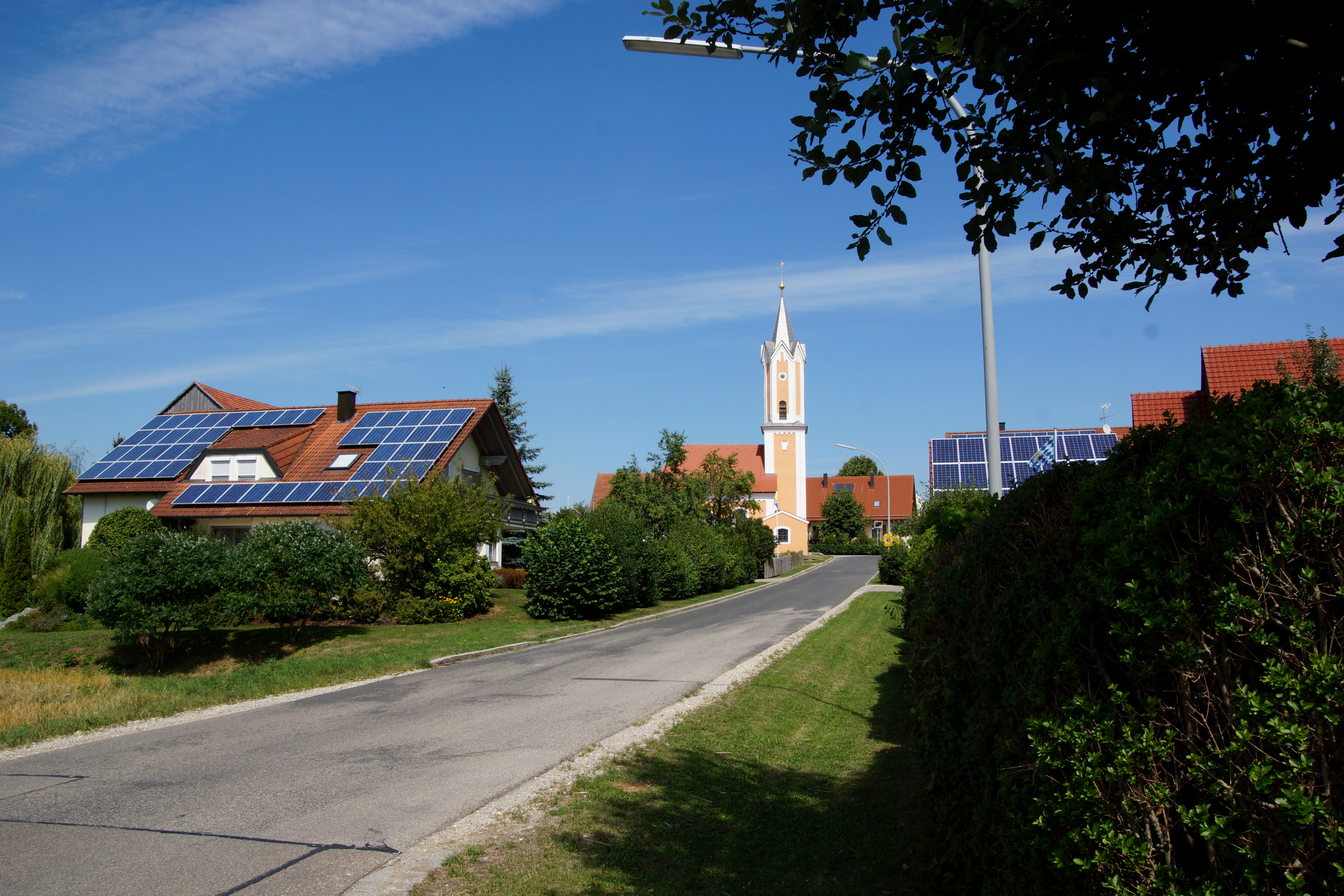
Blick zur neugotischen Kirche St. Georg

## Kirchliche Verhältnisse
Dürn war von altersher eine Filiale der katholischen Pfarrei Breitenbrunn im Bistum Eichstätt. 1858 wurde die Kirche St. Georg mit Spitzturm erbaut; schon zur Zeit als Hofmark gab es in Dürn eine Kapelle St. Georg.

## Denkmäler
Die Filialkirche St. Georg und das (Bauern-)Haus Nr. 31, ein Wohnstallhaus mit Kniestock und verputztem Fachwerkgiebel (18./19. Jahrhundert), gelten als Baudenkmäler.